# Tales of a GrassWidow

Tales of a GrassWidow est le cinquième album de CocoRosie sorti le 27 mai 2013 sous le label City Slang. Le son de l'album a été décrit comme "indie pop" et "indie folk".

## Liste des titres
1. After the Afterlife - 3:03
2. Tears for Animals - 5:18
3. Child Bride - 4:18
4. Broken Chariot - 2:14
5. End of Time - 3:20
6. Harmless Monster - 3:07
7. Gravediggress - 5:26
8. Far Away - 4:36
9. Roots of My Hair - 5:58
10. Villain - 4:19
11. Poison - 3:57